# رب اندروس
رب اندروس (به انگلیسی: Rob Andrews) نمایندهٔ حوزه انتخابیه اول نیوجرسی از حزب دموکرات ایالات متحده آمریکا در مجلس نمایندگان ایالات متحده آمریکا است که برای نخستین‌بار در ۶ نوامبر ۱۹۹۰ میلادی به‌عضویت این مجلس درآمد.